# Kwilecki Hrabia
Kwilecki Hrabia (Śreniawa odmienny, Bylina odmienny) – kaszubski herb szlachecki, według Przemysława Pragerta odmiana herbu Szreniawa albo Bylina.

## Opis herbu
Opis z wykorzystaniem zasad blazonowania, zaproponowanych przez Alfreda Znamierowskiego:
W polu złotym orzeł srebrny, z tarczą na piersi, na której w polu czerwonym krzywaśń srebrna z zaćwieczonym krzyżem kawalerskim złotym (Szreniawa).
Nad tarczą korona hrabiowska, nad nią hełm w koronie, z której klejnot: pięć piór strusich.
 Labry: czerwone, podbite złotem.

## Najwcześniejsze wzmianki
Herb wzmiankowany przez Nowego Siebmachera, Bonieckiego (Herbarz polski), Uruskiego (Rodzina. Herbarz szlachty polskiej), Pawliszczewa (Herbarz Królestwa Polskiego). Herb przyznany z pruskim tytułem hrabiowskim Józefowi Ignacemu Walentemu Kwileckiemu w 1816. Prawo do tego herbu, tytułu i nazwiska Kwilecki uzyskał w 1853 adoptowany przez niego wnuk (syn Albina Beliny Węsierskiego, Zbigniew Antoni Józef Węsierski (1839-po 1907). Zbigniew Antoni uzyskał też prawo posiadania ordynacji Wróblewo. Linia Węsierskich-Kwileckich wygasła jednak z synem Zbigniewa, Józefem Adolfem Stanisławem Marią Węsierskim-Kwileckim (1897-1928). Herb i tytuł potwierdzono Kwileckim w Królestwie Polskim.

## Herbowni
Kwilecki, Kwilecki-Węsierski.